# Сельское поселение станица Солдатская
Се́льское поселе́ние Стани́ца Солда́тская — муниципальное образование в Прохладненском районе Кабардино-Балкарской Республики.
Административный центр — станица Солдатская.

## География
Муниципальное образование расположено в северо-западной части Прохладненского района. В состав сельского поселения входят два населённых пункта.
Площадь сельского поселения составляет — 97,85 км2. Из них 82,8 км2 (84,6 %) занято сельскохозяйственными угодьями.
Граничит с землями муниципальных образований: Заречное на севере, Янтарное на востоке, Учебное на юго-востоке, Черниговское на юго-западе, Карагач на западе, с землями Кировского района Ставропольского края на северо-западе, а также с территориями Гослесфонда (Государственного Лесного Фонда).
Сельское поселение расположено на наклонной Кабардинской равнине, в равнинной зоне республики. Средние высоты на его территории составляют около 270 метров над уровнем моря. Рельеф местности представляет собой в основном предгорные равнины. Плоскостная слабо-волнистая равнина имеет постепенное понижение с запада на восток. В южной части равнина понижается к реке Малка. Здесь резко выражены пойма и надпойменная терраса. Долина реки Малка местами сильно изрезана. Вдоль долины реки Малки тянутся бугристые возвышенности.
Гидрографическая сеть на территории муниципального образования представлена рекой Малка, а также мелиоративным каналом Кура—Малка и каналом имени Ленина. Кроме того имеется 3 озера, с общей площадью в 52,7 га.
Климат влажный умеренный. Лето тёплое, со средними температурами июля около +24,0°С. Зима прохладная, со средними температурами января около -2,0°С. Среднегодовая температура воздуха составляет +11,0°С. Среднегодовое количество осадков составляет около 700 мм. Основное количество осадков выпадает в период с апреля по июнь. Снежный покров в основном лежит в период с середины декабря до начала марта. Однако зимой часты оттепели и даже в январе температуры могут подниматься до +10…+15 °С. Основные ветры восточные и северо-западные.

## История
В 1918 году был избран первый Солдатский станичный Совет.
В ноября 1919 года станицу заняли деникинцы. Члены исполкома Совета были повешены, а члены Совета — расстреляны. Повторно Солдатский станичный совет был воссоздан в 1920 году.
В своих современных административных границах муниципальное образование находится с 1967 года.
На основании постановления № 1 от 22.04.1992 года Солдатский сельсовет был реорганизован и преобразован в администрацию станицы Солдатская.
Муниципальное образование станица Солдатская было наделено статусом сельского поселения Законом Кабардино-Балкарской Республики от 27.02.2005 № 13-РЗ «О статусе и границах муниципальных образований в Кабардино-Балкарской Республике».

## Население
| 2002  | 2010  | 2012  | 2013  | 2014  | 2015  | 2016  |
| ----- | ----- | ----- | ----- | ----- | ----- | ----- |
| 5258  | ↘5175 | ↘5156 | ↘5133 | ↘5109 | ↘5058 | ↘5046 |
| 2017  | 2018  | 2019  | 2020  | 2021  | 2023  | 2024  |
| ↘5031 | ↗5037 | ↘4994 | ↘4992 | ↗5277 | ↗5325 | ↗5413 |
| 2025  |       |       |       |       |       |       |
| ↗5457 |       |       |       |       |       |       |

Процент от населения района — 10.82 %.
Плотность — 55.77 чел./км2.
Национальный состав
По данным Всероссийской переписи населения 2021 года:
| Народ                | Численность, чел. | Доля от всего населения, % | Доля от указавших нац-ть, % |
| -------------------- | ----------------- | -------------------------- | --------------------------- |
| русские              | 4311              | 81,69 %                    | 82,32 %                     |
| кабардинцы (черкесы) | 303               | 5,74 %                     | 5,79 %                      |
| цыгане               | 223               | 4,23 %                     | 4,26 %                      |
| татары               | 145               | 2,75 %                     | 2,77 %                      |
| турки                | 145               | 2,75 %                     | 2,77 %                      |
| другие               | 110               | 2,08 %                     | 2,10 %                      |
| нет / не указано     | 40                | 0,76 %                     | -                           |
| всего                | 5277              | 100 %                      | 100 %                       |

## Состав поселения
| № | Населённый пункт | Тип населённого пункта          | Население | Доля от населения (%) |
| - | ---------------- | ------------------------------- | --------- | --------------------- |
| 1 | Солдатская       | ж/д станция                     | ↘655      | 12,41 %               |
| 2 | Солдатская       | станица, административный центр | ↗4622     | 87,59 %               |

## Местное самоуправление
Администрация сельского поселения Станица Солдатская — станица Солдатская, ул. Калинина, 39.
Структуру органов местного самоуправления сельского поселения составляют:
- Исполнительно-распорядительный орган — Местная администрация сельского поселения станица Солдатская. Состоит из 9 человек.
  - Глава администрации сельского поселения — Вегвиц Светлана Александровна (с 28 мая 2014 года).
- Представительный орган — Совет местного самоуправления сельского поселения станица Солдатская. Состоит из 15 депутатов, избираемых на 5 лет.
  - Председатель Совета местного самоуправления сельского поселения — Вегвиц Светлана Александровна.

## Экономика
Основу экономического потенциала муниципального образования составляет сельское хозяйство. В растениеводстве наиболее развито производство зерновых культур и подсолнечника, в животноводстве — производство молока и мяса крупного рогатого скота.
На территории сельского поселения действуют 7 сельскохозяйственных предприятий районного значения: 
- ОАО «Солдатское ХПП»
- ООО Агрофирма Солдатское
- АПК «Прохладненский» (филиал ЗАО «Киево-Жураки»)
- МП «Урожай»
- КФХ «Луч»
- ООО СХП «Солдатское»
- ООО АПК «Приэльбрусье»

## Примечание
1. 1 2  Численность постоянного населения Российской Федерации по муниципальным образованиям на 1 января 2025 года — М.: Росстат, 2025.
2. ↑  Численность населения Кабардино-Балкарской Республики по сельским населённым пунктам по итогам ВПН-2002
3. ↑  Численность населения КБР в разрезе населённых пунктов по итогам Всероссийской переписи населения 2010 года
4. ↑  Численность населения Российской Федерации по муниципальным образованиям. Таблица 35. Оценка численности постоянного населения на 1 январ
5. ↑  Численность населения Российской Федерации по муниципальным образованиям на 1 января 2013 года. Таблица 33. Численность населения городских округов, муниципальных районов, городских и сельских поселений, городских населённых пунктов, сельских населённых пунктов — Росстат, 2013. — 528 с.
6. ↑  Таблица 33. Численность населения Российской Федерации по муниципальным образованиям на 1 января 2014 года
7. ↑  Численность населения Российской Федерации по муниципальным образованиям на 1 января 2015 года
8. ↑  Численность населения Российской Федерации по муниципальным образованиям на 1 января 2016 года — 2018.
9. ↑  Численность населения Российской Федерации по муниципальным образованиям на 1 января 2017 года — М.: Росстат, 2017.
10. ↑  Численность населения Российской Федерации по муниципальным образованиям на 1 января 2018 года — М.: Росстат, 2018.
11. ↑  Численность населения Российской Федерации по муниципальным образованиям на 1 января 2019 года
12. ↑  Численность населения Российской Федерации по муниципальным образованиям на 1 января 2020 года
13. 1 2 3  Итоги Всероссийской переписи населения 2020 года (по состоянию на 1 октября 2021 года)
14. ↑  Численность постоянного населения Российской Федерации по муниципальным образованиям на 1 января 2023 года (с учётом итогов Всероссийской п — Росстат, 2023.
15. ↑  Численность постоянного населения Российской Федерации по муниципальным образованиям на 1 января 2024 года — Росстат, 2024.
16. ↑  Итоги Всероссийской переписи населения 2020 года. Том 5. Национальный состав и владение языками. Таблица 1. Национальный состав населения Кабардино-Балкарской Республики, городских округов и муниципальных районов. Дата обращения: 9 октября 2023. Архивировано 16 октября 2023 года.